# Harrisburg (Arkansas)
Harrisburg è una località degli Stati Uniti d'America, capoluogo della contea di Poinsett, nello Stato dell'Arkansas.